# Smiling (Alanis Morissette)
Smiling è un singolo della cantante canadese Alanis Morissette, pubblicato il 21 febbraio 2020 come secondo estratto dal nono album in studio Such Pretty Forks in the Road.